# Xã Winfield, Quận DuPage, Illinois
Xã Winfield (tiếng Anh: Winfield Township) là một xã thuộc quận DuPage, tiểu bang Illinois, Hoa Kỳ. Năm 2010, dân số của xã này là 46.233 người.